# (2311) Эль-Леонсито
(2311) Эль-Леонсито (первоначальное обозначение 1974 TA1) — астероид внешней части пояса астероидов, обладает диаметром около 53 км. Астероид был открыт астрономами обсерватории имени Феликса Агилара в астрономическом комплексе Эль-Леонсито, Аргентина, 10 октября 1974 года. Получил название в честь места открытия.

## Орбита и классификация
Эль-Леонсито обращается вокруг Солнца во внешней части главного пояса астероидов на расстоянии 3,5–3,8 а.е. с периодом 6 лет 11 месяцев. Эксцентриситет орбиты равен 0,04, наклон орбиты составляет 7° относительно эклиптики.
Орбита астероида известна по многим наблюдениям, дуга наблюдения составляет почти полвека, при этом астероид удалось обнаружить на фотопластинках с 1972 года.

## Физические характеристики
Эль-Леонсито является астероидом класса D в классификации Толена, всего астероидов такого типа известно 46.
Объект обладает низким альбедо (0,04), что свойственно астероидом класса D. Период вращения на данный момент остаётся неизвестным.

## Название
Данная малая планета получила название от испанского наименования комплекса обсерваторий  Complejo Astronómico El Leoncito (CASLEO). Официально название астероида было представлено 22 сентября 1983 года в циркуляре, изданном Центром малых планет.